# Amegilla harttigi
Amegilla harttigi là một loài Hymenoptera trong họ Apidae. Loài này được Alfken mô tả khoa học năm 1926.